# Specie di Hersiliidae
Di seguito sono descritte tutte le specie della famiglia di ragni Hersiliidae note al dicembre 2012.

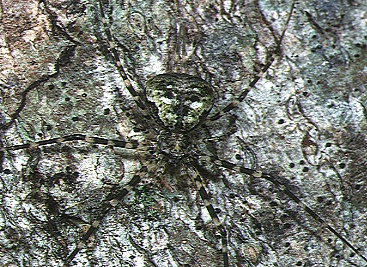
Hersilia okinawaensis, femmina

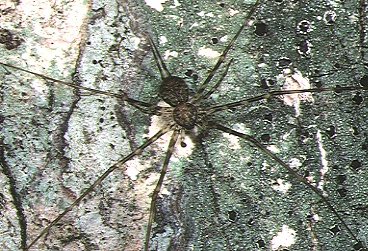
Hersilia okinawaensis, maschio

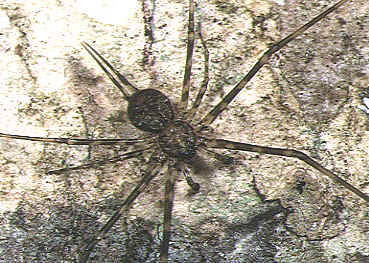
Hersilia yaeyamaensis, maschio

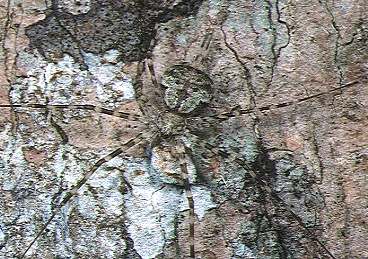
Hersilia yaeyamaensis, femmina

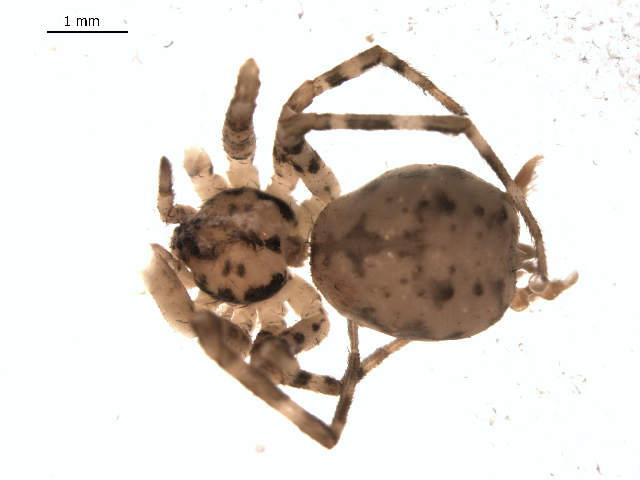
Hersiliola turcica

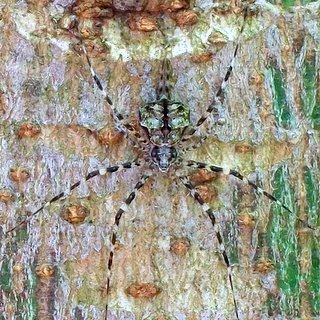
Tamopsis novaehollandiae su ibisco

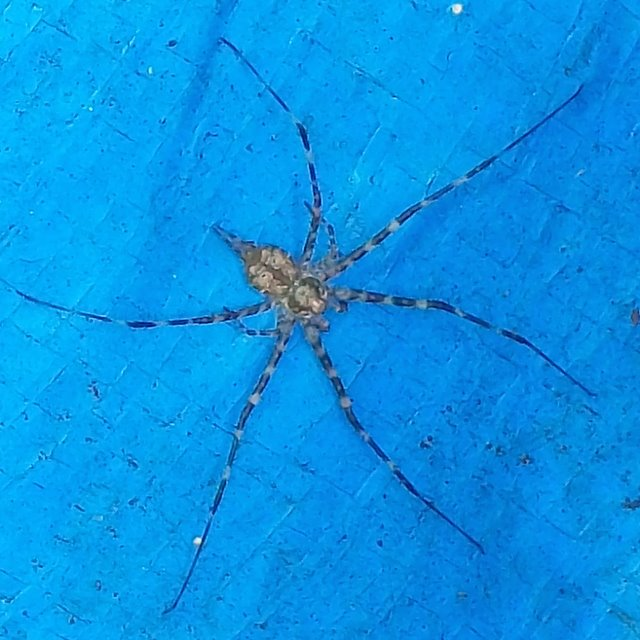
Tamopsis novaehollandiae

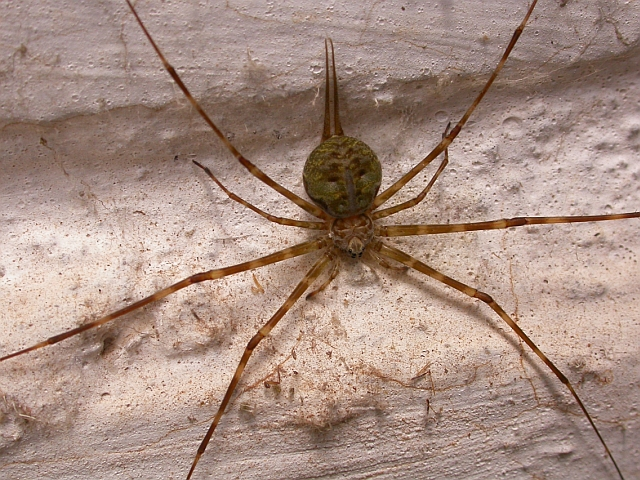
Hersiliidae sp. da Bangalore

## Deltschevia
Deltschevia Marusik & Fet, 2009
- Deltschevia danovi Marusik & Fet, 2009 — Turkmenistan, Kazakistan
- Deltschevia gromovi Marusik & Fet, 2009 — Uzbekistan, Kazakistan

## Duninia
Duninia Marusik & Fet, 2009
- Duninia baehrae Marusik & Fet, 2009 — Turkmenistan
- Duninia remisae Marusik & Fet, 2009 — Iran

## Hersilia
Hersilia Audouin, 1826
- Hersilia albicomis Simon, 1887 — Ghana, Costa d'Avorio, Guinea Equatoriale, Nigeria
- Hersilia albinota Baehr & Baehr, 1993 — Cina
- Hersilia albomaculata Wang & Yin, 1985 — Cina
- Hersilia aldabrensis Foord & Dippenaar-Schoeman, 2006 — Aldabra (Oceano Indiano), Isole Comore
- Hersilia alluaudi Berland, 1919 — Congo, Tanzania
- Hersilia arborea Lawrence, 1928 — Namibia, Zimbabwe, Sudafrica
- Hersilia asiatica Song & Zheng, 1982 — Cina, Thailandia, Laos, Taiwan
- Hersilia australiensis Baehr & Baehr, 1987 — Territorio del Nord
- Hersilia baforti Benoit, 1967 — Congo, Uganda
- Hersilia baliensis Baehr & Baehr, 1993 — Laos, Bali (Indonesia)
- Hersilia bifurcata Baehr & Baehr, 1998 — Territorio del Nord
- Hersilia bubi Foord & Dippenaar-Schoeman, 2006 — Guinea equatoriale, Uganda
- Hersilia carobi Foord & Dippenaar-Schoeman, 2006 — Costa d'Avorio
- Hersilia caudata Audouin, 1826 — Isole Capo Verde, dall'Africa occidentale alla Cina
- Hersilia clarki Benoit, 1967 — Zimbabwe
- Hersilia clypealis Baehr & Baehr, 1993 — Thailandia
- Hersilia deelemanae Baehr & Baehr, 1993 — Sumatra
- Hersilia eloetsensis Foord & Dippenaar-Schoeman, 2006 — Madagascar
- Hersilia facialis Baehr & Baehr, 1993 — Sumatra
- Hersilia feai Baehr & Baehr, 1993 — Myanmar
- Hersilia flagellifera Baehr & Baehr, 1993 — Sumatra
- Hersilia furcata Foord & Dippenaar-Schoeman, 2006 — Congo
- Hersilia hildebrandti Karsch, 1878 — Tanzania
- Hersilia igiti Foord & Dippenaar-Schoeman, 2006 — Ruanda
- Hersilia impressifrons Baehr & Baehr, 1993 — Borneo
- Hersilia incompta Benoit, 1971 — Costa d'Avorio
- Hersilia insulana Strand, 1907 — Madagascar
- Hersilia jajat Rheims & Brescovit, 2004 — Borneo
- Hersilia kerekot Rheims & Brescovit, 2004 — Borneo
- Hersilia kinabaluensis Baehr & Baehr, 1993 — Borneo
- Hersilia lelabah Rheims & Brescovit, 2004 — Borneo
- Hersilia longbottomi Baehr & Baehr, 1998 — Australia occidentale
- Hersilia longivulva Sen, Saha & Raychaudhuri, 2010 — India
- Hersilia madagascariensis (Wunderlich, 2004) — Madagascar, Isole Comore
- Hersilia madang Baehr & Baehr, 1993 — Nuova Guinea
- Hersilia mainae Baehr & Baehr, 1995 — Australia occidentale
- Hersilia martensi Baehr & Baehr, 1993 — Nepal
- Hersilia mboszi Foord & Dippenaar-Schoeman, 2006 — Camerun, Costa d'Avorio
- Hersilia mimbi Baehr & Baehr, 1993 — Australia occidentale
- Hersilia mjoebergi Baehr & Baehr, 1993 — Sumatra
- Hersilia moheliensis Foord & Dippenaar-Schoeman, 2006 — Isole Comore
- Hersilia montana Chen, 2007 — Taiwan
- Hersilia mowomogbe Foord & Dippenaar-Schoeman, 2006 — Camerun, Congo
- Hersilia nentwigi Baehr & Baehr, 1993 — Giava, Sumatra, Krakatoa
- Hersilia nepalensis Baehr & Baehr, 1993 — Nepal
- Hersilia novaeguineae Baehr & Baehr, 1993 — Nuova Guinea
- Hersilia occidentalis Simon, 1907 — Africa centrale, occidentale e orientale, Principe (Sao Tomé)
- Hersilia okinawaensis Tanikawa, 1999 — Giappone
- Hersilia orvakalensis Javed, Foord & Tampal, 2010 — India
- Hersilia pectinata Thorell, 1895 — Myanmar, Borneo, Filippine
- Hersilia pungwensis Tucker, 1920 — Zimbabwe
- Hersilia sagitta Foord & Dippenaar-Schoeman, 2006 — Kenya, Malawi, Tanzania, Sudafrica
- Hersilia savignyi Lucas, 1836 — Sri Lanka, dall'India alle Filippine
- Hersilia scrupulosa Foord & Dippenaar-Schoeman, 2006 — Kenya
- Hersilia selempoi Foord & Dippenaar-Schoeman, 2006 — Kenya
- Hersilia sericea Pocock, 1898 — Africa meridionale e orientale
- Hersilia serrata Dankittipakul & Singtripop, 2011 — Thailandia
- Hersilia setifrons Lawrence, 1928 — Angola, Namibia, Sudafrica
- Hersilia sigillata Benoit, 1967 — Gabon, Costa d'Avorio, Congo, Uganda
- Hersilia simplicipalpis Baehr & Baehr, 1993 — Thailandia
- Hersilia striata Wang & Yin, 1985 — Cina, Myanmar, Thailandia, Taiwan, Giava, Sumatra
- Hersilia sumatrana (Thorell, 1890) — India, Malaysia, Sumatra, Borneo
- Hersilia sundaica Baehr & Baehr, 1993 — Lombok, Sumbawa (Indonesia)
- Hersilia taita Foord & Dippenaar-Schoeman, 2006 — Kenya
- Hersilia taiwanensis Chen, 2007 — Taiwan
- Hersilia tamatavensis Foord & Dippenaar-Schoeman, 2006 — Madagascar
- Hersilia tenuifurcata Baehr & Baehr, 1998 — Australia occidentale
- Hersilia thailandica Dankittipakul & Singtripop, 2011 — Thailandia
- Hersilia tibialis Baehr & Baehr, 1993 — India, Sri Lanka
- Hersilia vanmoli Benoit, 1971 — Costa d'Avorio, Togo
- Hersilia vicina Baehr & Baehr, 1993 — Thailandia
- Hersilia vinsoni Lucas, 1869 — Madagascar
- Hersilia wellswebberae Baehr & Baehr, 1998 — Territorio del Nord
- Hersilia wraniki Rheims, Brescovit & van Harten, 2004 — Yemen, Socotra
- Hersilia xinjiangensis Liang & Wang, 1989 — Cina
- Hersilia yaeyamaensis Tanikawa, 1999 — Giappone
- Hersilia yunnanensis Wang, Song & Qiu, 1993 — Cina

## Hersiliola
Hersiliola Thorell, 1870
- Hersiliola afghanica Roewer, 1960 — Afghanistan, Turkmenistan
- Hersiliola bayrami Danisman et al., 2012 — Turchia
- Hersiliola eltigani El-Hennawy, 2010 — Sudan
- Hersiliola esyunini Marusik & Fet, 2009 — Uzbekistan
- Hersiliola foordi Marusik & Fet, 2009 — Iran
- Hersiliola lindbergi Marusik & Fet, 2009 — Afghanistan
- Hersiliola macullulata (Dufour, 1831) — dal Mediterraneo al Turkmenistan, Burkina Faso
- Hersiliola simoni (O. P.-Cambridge, 1872) — Mediterraneo, Nigeria, Isole Capo Verde
- Hersiliola sternbergi Marusik & Fet, 2009 — Turkmenistan, Uzbekistan
- Hersiliola turcica Marusik, Kunt & Yagmur, 2010 — Turchia
- Hersiliola versicolor (Blackwall, 1865) — Isole Capo Verde
- Hersiliola xinijangensis (Liang & Wang, 1989) — Uzbekistan, Cina

## Iviraiva
Iviraiva Rheims & Brescovit, 2004
- Iviraiva argentina (Mello-Leitão, 1942) — Brasile, Bolivia, Paraguay, Argentina
- Iviraiva pachyura (Mello-Leitão, 1935) — Brasile, Paraguay, Argentina

## Murricia
Murricia Simon, 1882
- Murricia cornuta Baehr & Baehr, 1993 — Singapore
- Murricia crinifera Baehr & Baehr, 1993 — Sri Lanka
- Murricia hyderabadensis Javed & Tampal, 2010 — India
- Murricia trapezodica Sen, Saha & Raychaudhuri, 2010 — India
- Murricia triangularis Baehr & Baehr, 1993 — India
- Murricia uva Foord, 2008 — dal Camerun all'Uganda

## Neotama
Neotama Baehr & Baehr, 1993
- Neotama corticola (Lawrence, 1937) — Sudafrica
- Neotama cunhabebe Rheims & Brescovit, 2004 — Perù, Brasile
- Neotama forcipata (F. O. P.-Cambridge, 1902) — dal Messico al Salvador
- Neotama longimana Baehr & Baehr, 1993 — Giava, Sumatra
- Neotama mexicana (O. P.-Cambridge, 1893) — dagli USA al Perù, Guyana
- Neotama obatala Rheims & Brescovit, 2004 — Perù, Brasile, Guyana
- Neotama punctigera Baehr & Baehr, 1993 — India
- Neotama rothorum Baehr & Baehr, 1993 — India
- Neotama variata (Pocock, 1899) — Sri Lanka

## Ovtsharenkoia
Ovtsharenkoia Marusik & Fet, 2009
- Ovtsharenkoia depressa (Kroneberg, 1875) — Asia centrale

## Prima
Prima Foord, 2008
- Prima ansieae Foord, 2008 — Madagascar

## Promurricia
Promurricia Baehr & Baehr, 1993
- Promurricia depressa Baehr & Baehr, 1993 — Sri Lanka

## Tama
Tama Simon, 1882
- Tama edwardsi (Lucas, 1846) — Spagna, Portogallo, Algeria

## Tamopsis
Tamopsis Baehr & Baehr, 1987
- Tamopsis amplithorax Baehr & Baehr, 1987 — Australia occidentale
- Tamopsis arnhemensis Baehr & Baehr, 1987 — Territorio del Nord, Queensland
- Tamopsis brachycauda Baehr & Baehr, 1987 — Queensland, Nuovo Galles del Sud
- Tamopsis brevipes Baehr & Baehr, 1987 — Nuovo Galles del Sud
- Tamopsis brisbanensis Baehr & Baehr, 1987 — Queensland, Nuovo Galles del Sud
- Tamopsis centralis Baehr & Baehr, 1987 — Queensland
- Tamopsis circumvidens Baehr & Baehr, 1987 — Australia occidentale, Victoria
- Tamopsis cooloolensis Baehr & Baehr, 1987 — Queensland
- Tamopsis darlingtoniana Baehr & Baehr, 1987 — Australia occidentale
- Tamopsis daviesae Baehr & Baehr, 1987 — Queensland
- Tamopsis depressa Baehr & Baehr, 1992 — Australia occidentale, Territorio del Nord
- Tamopsis ediacarae Baehr & Baehr, 1988 — Australia meridionale
- Tamopsis eucalypti (Rainbow, 1900) — dal Queensland all'Australia meridionale
- Tamopsis facialis Baehr & Baehr, 1993 — Australia occidentale, Australia meridionale, Nuovo Galles del Sud
- Tamopsis fickerti (L. Koch, 1876) — Queensland, Nuovo Galles del Sud, Victoria
- Tamopsis fitzroyensis Baehr & Baehr, 1987 — Australia occidentale, Queensland
- Tamopsis floreni Rheims & Brescovit, 2004 — Borneo
- Tamopsis forrestae Baehr & Baehr, 1988 — Queensland
- Tamopsis gibbosa Baehr & Baehr, 1993 — Australia occidentale, Australia meridionale
- Tamopsis gracilis Baehr & Baehr, 1993 — Australia occidentale
- Tamopsis grayi Baehr & Baehr, 1987 — Nuovo Galles del Sud
- Tamopsis harveyi Baehr & Baehr, 1993 — Territorio del Nord
- Tamopsis hirsti Baehr & Baehr, 1998 — Australia meridionale
- Tamopsis jongi Baehr & Baehr, 1995 — Australia occidentale
- Tamopsis kimberleyana Baehr & Baehr, 1998 — Australia occidentale
- Tamopsis kochi Baehr & Baehr, 1987 — Australia occidentale, Nuovo Galles del Sud
- Tamopsis leichhardtiana Baehr & Baehr, 1987 — Australia occidentale, Territorio del Nord, Queensland
- Tamopsis longbottomi Baehr & Baehr, 1993 — Territorio del Nord
- Tamopsis mainae Baehr & Baehr, 1993 — Australia occidentale
- Tamopsis mallee Baehr & Baehr, 1989 — Australia occidentale e meridionale, Nuovo Galles del Sud
- Tamopsis minor Baehr & Baehr, 1998 — Australia occidentale
- Tamopsis nanutarrae Baehr & Baehr, 1989 — Australia occidentale
- Tamopsis occidentalis Baehr & Baehr, 1987 — Australia occidentale
- Tamopsis perthensis Baehr & Baehr, 1987 — Australia occidentale
- Tamopsis petricola Baehr & Baehr, 1995 — Queensland
- Tamopsis piankai Baehr & Baehr, 1993 — Australia occidentale
- Tamopsis platycephala Baehr & Baehr, 1987 — Queensland
- Tamopsis pseudocircumvidens Baehr & Baehr, 1987 — Australia occidentale, Australia meridionale, Territorio del Nord
- Tamopsis queenslandica Baehr & Baehr, 1987 — Queensland, Nuovo Galles del Sud
- Tamopsis raveni Baehr & Baehr, 1987 — Queensland, Australia meridionale
- Tamopsis reevesbyana Baehr & Baehr, 1987 — Australia occidentale, Australia meridionale
- Tamopsis riverinae Baehr & Baehr, 1993 — Nuovo Galles del Sud
- Tamopsis rossi Baehr & Baehr, 1987 — Australia occidentale
- Tamopsis transiens Baehr & Baehr, 1992 — Australia occidentale, Territorio del Nord, Victoria
- Tamopsis trionix Baehr & Baehr, 1987 — Queensland
- Tamopsis tropica Baehr & Baehr, 1987 — Territorio del Nord, Queensland
- Tamopsis tweedensis Baehr & Baehr, 1987 — Queensland, Nuovo Galles del Sud
- Tamopsis warialdae Baehr & Baehr, 1998 — Nuovo Galles del Sud
- Tamopsis wau Baehr & Baehr, 1993 — Nuova Guinea
- Tamopsis weiri Baehr & Baehr, 1995 — Australia occidentale

## Tyrotama
Tyrotama Foord & Dippenaar-Schoeman, 2005
- Tyrotama abyssus Foord & Dippenaar-Schoeman, 2005 — Sudafrica
- Tyrotama arida (Smithers, 1945) — Sudafrica
- Tyrotama australis (Simon, 1893) — Sudafrica
- Tyrotama bicava (Smithers, 1945) — Namibia
- Tyrotama fragilis (Lawrence, 1928) — Angola, Namibia
- Tyrotama incerta (Tucker, 1920) — Sudafrica
- Tyrotama soutpansbergensis Foord & Dippenaar-Schoeman, 2005 — Sudafrica
- Tyrotama taris Foord & Dippenaar-Schoeman, 2005 — Sudafrica

## Yabisi
Yabisi Rheims & Brescovit, 2004
- Yabisi guaba Rheims & Brescovit, 2004 — Republica Dominicana
- Yabisi habanensis (Franganillo, 1936) — USA, Cuba

## Ypypuera
Ypypuera Rheims & Brescovit, 2004
- Ypypuera crucifera (Vellard, 1924) — dal Venezuela all'Argentina
- Ypypuera esquisita Rheims & Brescovit, 2004 — Ecuador
- Ypypuera vittata (Simon, 1887) — Venezuela, Perù, Brasile, Suriname